# Estadio Metropolitano (stacja metra)
Estadio Metropolitano (dawniej Estadio Olímpico) – stacja metra w Madrycie, na linii 7. Znajduje się w dzielnicy Rosas w dystrykcie San Blas-Canillejas, w Madrycie i zlokalizowana jest pomiędzy stacjami Las Musas i Barrio del Puerto. Została otwarta 5 maja 2007.